# Château-Arnoux-Saint-Auban
Château-Arnoux-Saint-Auban is een gemeente in het Franse departement Alpes-de-Haute-Provence (regio Provence-Alpes-Côte d'Azur). De gemeente telde 5.095 inwoners op 1 januari 2022. De plaats maakt deel uit van het arrondissement Forcalquier.

## Geschiedenis
De gemeente is ontstaan uit twee kernen: Château-Arnoux, een plaats ontstaan rond een kasteel, en Saint-Auban, een modernere nederzetting met industriële activiteiten. In de loop der tijd zijn beide kernen aan elkaar gegroeid over een lengte van zeven kilometer.
In de 18e eeuw was er aardewerknijverheid in Château-Arnoux met wel acht pottenbakkersateliers in 1783. Specialiteit waren aardewerken vazen. In 1916 werd een chemische fabriek geopend in Saint-Auban waar tijdens de Eerste Wereldoorlog mosterdgas werd geproduceerd. Naast de fabriek kwamen woonwijken voor de arbeiders. In de jaren 1970 werkten er ongeveer 2.500 arbeiders van allerlei nationaliteiten in de fabriek. Deze fabriek is deel van de groep Arkema.

## Geografie
De oppervlakte van Château-Arnoux-Saint-Auban bedroeg op 1 januari 2022 18,34 vierkante kilometer; de bevolkingsdichtheid was toen 277,8 inwoners per km².
De gemeente ligt aan de Durance. Op de rivier is een stuwdam gebouwd met daarachter het stuwmeer van Château-Arnoux met een oppervlakte van ongeveer 200 ha. 
De onderstaande kaart toont de ligging van Château-Arnoux-Saint-Auban met de belangrijkste infrastructuur en aangrenzende gemeenten.

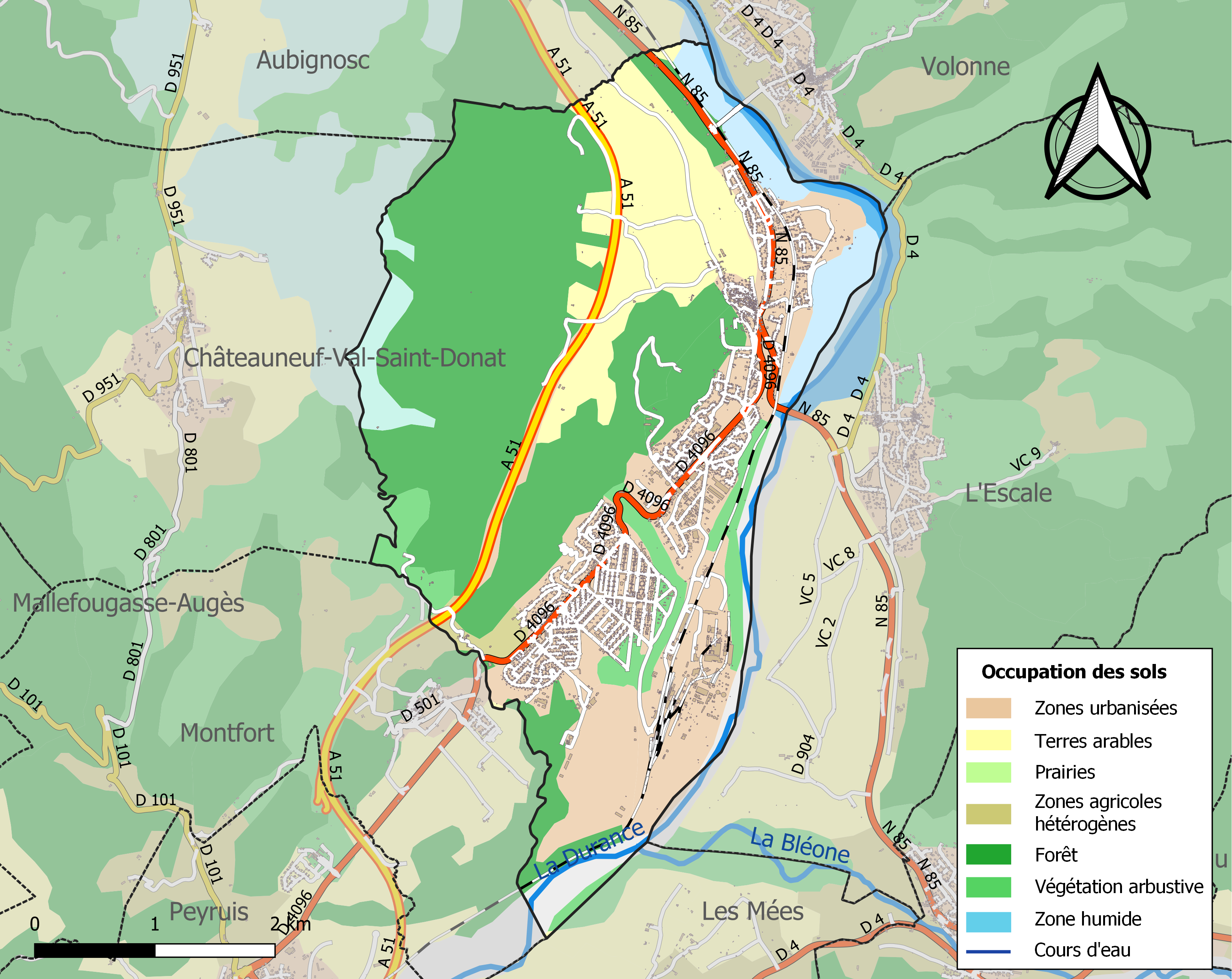

## Demografie
Onderstaande figuur toont het verloop van het inwonertal (bron: INSEE-tellingen).
Vanwege een beveiligingsprobleem met de MediaWiki Graph-software is het momenteel niet mogelijk deze grafiek weer te geven. Zodra de software is bijgewerkt zal de grafiek vanzelf weer zichtbaar worden.

## Verkeer en vervoer
In de gemeente ligt spoorwegstation Château-Arnoux-Saint-Auban.
De autosnelweg A51 loopt door de gemeente.

## Bezienswaardigheden

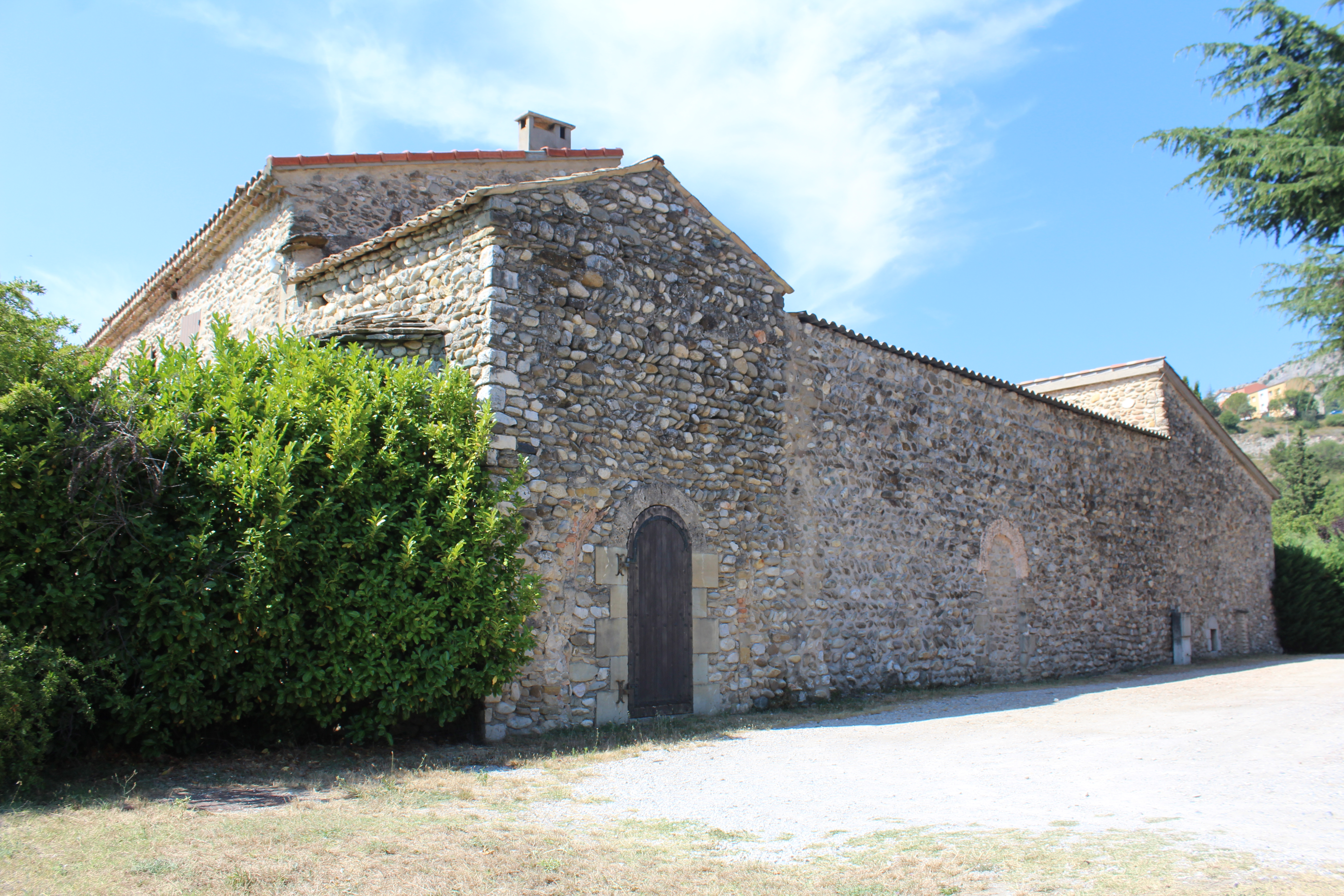
Priorij Saint-Pierre

- Kasteel van Château-Arnoux (16e eeuw)
- Priorij Saint-Pierre
- Kapel Saint-Jean

## Sport
In de gemeente ligt het Centre National de Vol à Voile, een centrum voor zweefvliegen.